# 馬格拉河

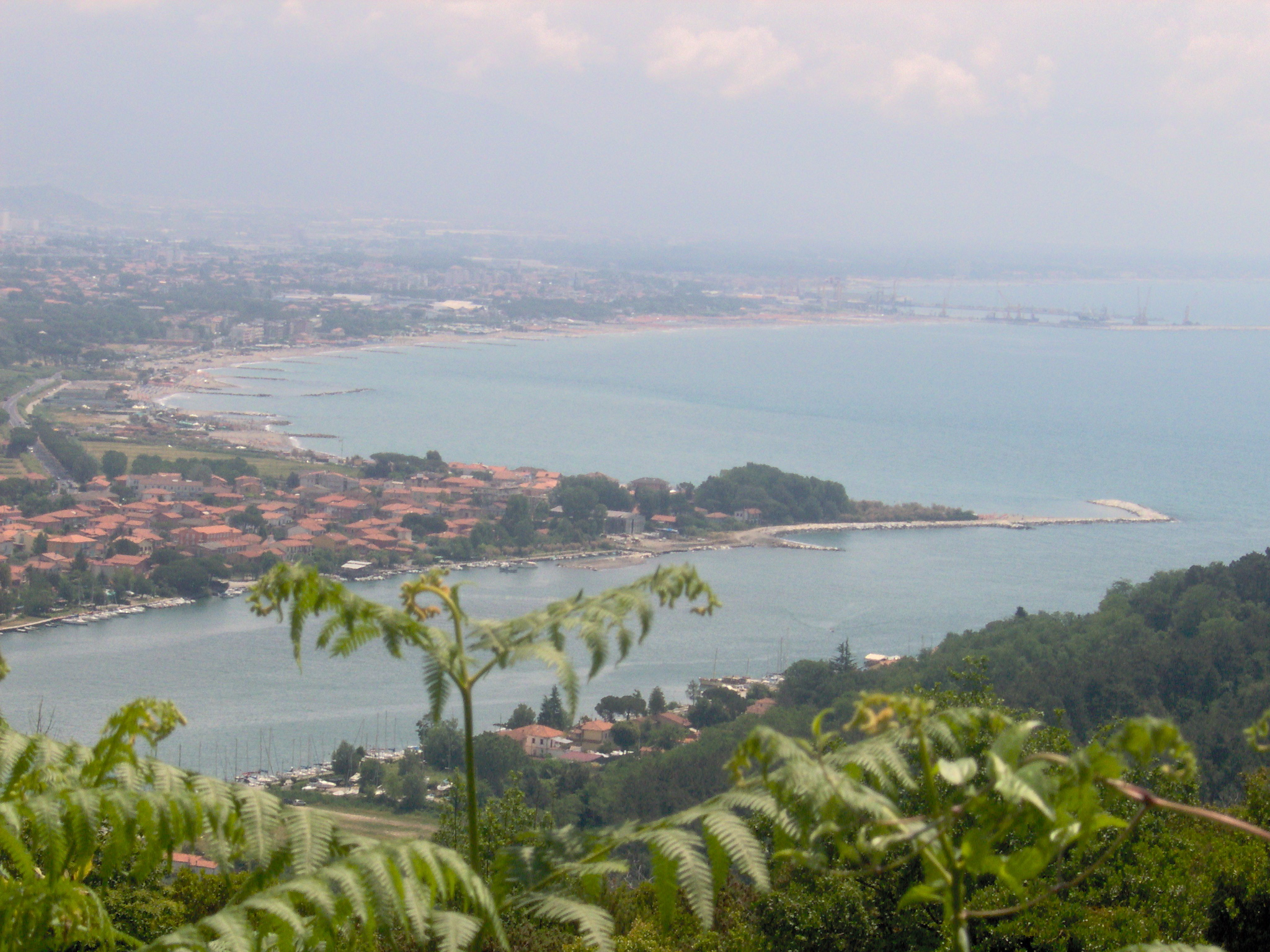
馬格拉河

馬格拉河（意大利語：Magra）是意大利的河流，位於該國北部托斯卡尼和利古里亞大區，最終注入提雷尼亞海，河道全長62公里，流域面積1,686平方公里，平均流量每秒40立方米。
44°03′N 9°59′E / 44.050°N 9.983°E